# Liste der Kulturdenkmäler in Bellheim
In der Liste der Kulturdenkmäler in Bellheim sind alle Kulturdenkmäler der rheinland-pfälzischen Ortsgemeinde Bellheim aufgeführt. Grundlage ist die Denkmalliste des Landes Rheinland-Pfalz (Stand: 26. Juni 2023).

## Einzeldenkmäler
| Bezeichnung                          | Lage                                                                   | Baujahr                              | Beschreibung | Bild                           |
| ------------------------------------ | ---------------------------------------------------------------------- | ------------------------------------ | --- | ------------------------------ |
| Bahnhof Bellheim                     | Bahnhofstraße ohne Nummer Lage                                         | um 1870                              | Typenbau, Backstein, um 1870 (?) | weitere Bilder Fotos hochladen |
| Wasserturm                           | Bahnhofstraße, neben Nr. 12 Lage                                       | Anfang des 20. Jahrhunderts          | Anfang des 20. Jahrhunderts | Fotos hochladen                |
| Wohnhaus                             | Blumenstraße 9a Lage                                                   | erste Hälfte des 18. Jahrhunderts    | Fachwerkhaus, teilweise massiv, erste Hälfte des 18. Jahrhunderts (angeblich bezeichnet 1745) | Fotos hochladen                |
| Wohnhaus                             | Blumenstraße 13 Lage                                                   | erste Hälfte des 18. Jahrhunderts    | Fachwerkhaus, teilweise massiv, erste Hälfte des 18. Jahrhunderts | Fotos hochladen                |
| Fortmühle: Wohnhaus                  | Fortmühlstraße 18 Lage                                                 | Anfang des 20. Jahrhunderts          | Wohnhaus der Fortmühle; späthistoristischer villenartiger Bau, Anfang des 20. Jahrhunderts | Fotos hochladen                |
| Fortmühle: Wasserturm                | Fortmühlstraße, zu Nr. 18 Lage                                         |                                      | Wasserturm der Fortmühle | Fotos hochladen                |
| Friedhofskreuz und -kapelle          | Friedhofstraße, auf dem Friedhof Lage                                  | ab 1803                              | Friedhofskreuz, Sandstein, bezeichnet 1803 und 1816, renoviert 1837; alte Friedhofskapelle, zweiachsiger Saalbau, bezeichnet 1906 | Fotos hochladen                |
| Wohnhaus                             | Große Kirchstraße 4 Lage                                               | um 1800                              | stattliches Fachwerkhaus, teilweise massiv, um 1800; Sandsteintorpfosten bezeichnet 1818 | Fotos hochladen                |
| Hofanlage                            | Hammerstraße 14 Lage                                                   | spätes 18. Jahrhundert               | kleine Hofanlage, spätes 18. Jahrhundert; eingeschossiges Fachwerkhaus, Fachwerkscheune | Fotos hochladen                |
| Wohnhaus                             | Hauptstraße 44 Lage                                                    | um 1700                              | Fachwerkhaus, teilweise massiv, um 1700, um 1800 verlängert und überformt | Fotos hochladen                |
| Wohnhaus                             | Hauptstraße 58 Lage                                                    | um 1800                              | stattliches Fachwerkhaus, teilweise massiv, um 1800 | Fotos hochladen                |
| Hofanlage                            | Hauptstraße 63 Lage                                                    | 18. Jahrhundert                      | langgestrecktes Fachwerkhaus, teilweise massiv, 18. Jahrhundert; überdachtes Tor; eingeschossiges Auszugshaus, 19. Jahrhundert | Fotos hochladen                |
| Wohnhaus                             | Hauptstraße 66 Lage                                                    | 1817                                 | Fachwerkhaus, teilweise massiv bzw. verputzt, bezeichnet 1817 | Fotos hochladen                |
| Wohnhaus                             | Hauptstraße 69 Lage                                                    | 1800                                 | L-förmiges Fachwerkhaus mit Walmdach, bezeichnet 1800 | Fotos hochladen                |
| Wohnhaus                             | Hauptstraße 77 Lage                                                    | 18. Jahrhundert                      | Fachwerkhaus, teilweise massiv, 18. Jahrhundert | Fotos hochladen                |
| Katholische Pfarrkirche St. Nikolaus | Hauptstraße 100 Lage                                                   | 1482                                 | spätgotischer Turm, 1482, neugotische Hallenkirche, 1867–73; neugotischer Sandsteinkruzifix | weitere Bilder Fotos hochladen |
| Hofanlage                            | Hauptstraße 102 Lage                                                   | zweite Hälfte des 18. Jahrhunderts   | Dreiseithof; Fachwerkhaus, teilweise verputzt, zweite Hälfte des 18. Jahrhunderts, Auszugshaus, 19. Jahrhundert, Nebengebäude teilweise Fachwerk | Fotos hochladen                |
| Schulhaus                            | Hauptstraße 103 Lage                                                   | um 1820/30                           | ehemalige Schule (?); siebenachsiger Walmdachbau, um 1820/30 | weitere Bilder Fotos hochladen |
| Evangelische Pfarrkirche             | Hauptstraße 112 Lage                                                   | 1870–72                              | neugotischer Backsteinsaal, 1870–72 | weitere Bilder Fotos hochladen |
| Hofanlage                            | Hauptstraße 115 Lage                                                   | erstes Viertel des 19. Jahrhunderts  | Dreiseithof; Wohnhaus und Auszugshaus, wohl aus dem ersten Viertel des 19. Jahrhunderts, Nebengebäude teilweise Fachwerk | Fotos hochladen                |
| Wohnhaus                             | Hauptstraße 116/117 Lage                                               | erste Hälfte des 19. Jahrhunderts    | Doppelwohnhaus; stattlicher Krüppelwalmdachbau, zwei Tordurchfahrten, erste Hälfte des 19. Jahrhunderts | Fotos hochladen                |
| Wohnhaus                             | Hauptstraße 122 Lage                                                   | 17. Jahrhundert                      | Fachwerkhaus, teilweise massiv, wohl noch aus dem 17. Jahrhundert | Fotos hochladen                |
| Wohnhaus                             | Hauptstraße 134 Lage                                                   | 1723                                 | Fachwerkhaus, teilweise massiv, bezeichnet 1723 | Fotos hochladen                |
| Wohnhaus                             | Hauptstraße 140 Lage                                                   | 1647                                 | Fachwerkhaus, bezeichnet 1647 | Fotos hochladen                |
| Wohnhaus                             | Hauptstraße 149 Lage                                                   | 1716                                 | Fachwerkhaus, teilweise massiv, bezeichnet 1716 | Fotos hochladen                |
| Katholisches Pfarrhaus               | Hintere Straße 1 Lage                                                  | 1741                                 | Walmdachbau, bezeichnet 1741 | Fotos hochladen                |
| Evangelisches Pfarrhaus              | Hintere Straße 4 Lage                                                  | 1832                                 | Walmdachbau, bezeichnet 1832 | Fotos hochladen                |
| Hofanlage                            | Hintere Straße 30 Lage                                                 | 1687                                 | Fachwerkhaus, teilweise massiv, bezeichnet 1687, Auszugshaus mit Kniestock, Fachwerk, wohl aus dem 18. Jahrhundert | Fotos hochladen                |
| Wohnhaus                             | Lindenstraße 5 Lage                                                    | 18. Jahrhundert                      | Fachwerkhaus, teilweise massiv oder verputzt, 18. Jahrhundert | Fotos hochladen                |
| Mittelmühle                          | Mittelmühlstraße 9 Lage                                                | 18. Jahrhundert                      | unregelmäßig viereckige Anlage; Fachwerkhaus, 18. Jahrhundert, südliches Nebengebäude, bezeichnet 1730 (renoviert), nördliches Nebengebäude, bezeichnet 1848 | Fotos hochladen                |
| Jagdschloss Friedrichsbühl           | nördlich des Ortes; Distrikt Neuhaus Lage                              | 1552                                 | bauliche Gesamtanlage; Wüstung des Renaissanceschlosses (auch „Neuhaus“ genannt), Mitte des 16. Jahrhunderts errichtet durch Kurfürst Friedrich II. von der Pfalz, zerstört im 17. Jahrhundert; erhaltene Erdwälle und Wassergräben; Inschriftenstein, wohl aus dem 20. Jahrhundert | weitere Bilder Fotos hochladen |
| Wegekreuz                            | südlich des Ortes am Rülzheimer Weg; Flur Am Schwabsweg Lage           | 19. oder Anfang des 20. Jahrhunderts | Wegekreuz; Kruzifix, Sandstein, 19. oder Anfang des 20. Jahrhunderts | Fotos hochladen                |
| Wegekreuz                            | südöstlich des Ortes an einem Feldweg; Flur Häßlichberg Lage           | 19. oder Anfang des 20. Jahrhunderts | Wegekreuz; Kruzifix, Sandstein, 19. oder Anfang des 20. Jahrhunderts | BW                             |
| Wegekreuz                            | westlich des Spiegelbachs nördlich der Obermühle; Flur Kehlwiesen Lage | 181[x]                               | Wegekreuz; Kruzifix, Sandstein, bezeichnet 181[x] | weitere Bilder Fotos hochladen |